# Campeonato Venezuelano de Futebol da Terceira Divisão
A Tercera División de Venezuela  é um torneio equivalente à terceira divisão do Campeonato Venezuelano de Futebol. É o terceiro nível do futebol profissional da Venezuela. Com sua primeira edição sendo realizada na temporada 2007-2008, tem como seu primeiro campeão o clube Fundación Cesarger Fútbol Club e na edição de 2017, participam 43 equipes venezuelanas.